# 塞布河

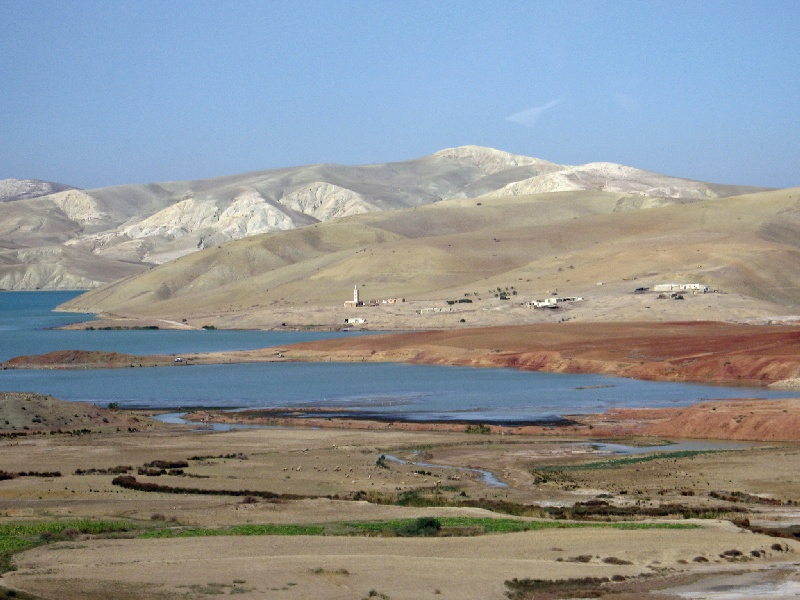
塞布河河流

塞布河（阿拉伯语：‎）是摩洛哥北部的河流，河道全長458公里，平均河水流量每秒137立方米，是摩洛哥最大流量的河流和第二長河流，發源自阿特拉斯山脈中部，流經非斯注入大西洋，河道只有16公里可讓船隻航行。塞布河的污染物來自殺蟲劑、肥料和鄰近城鎮未經處理的污水。